# Champs-sur-Tarentaine-Marchal (tổng)
Tổng Champs-sur-Tarentaine-Marchal là một tổng thuộc tỉnh Cantal trong vùng Auvergne-Rhône-Alpes.

## Địa lý
Tổng này được tổ chức xung quanh Champs-sur-Tarentaine-Marchal ở quận Mauriac. Độ cao khu vực này dao động từ 430 m (Lanobre) đến 966 m (Champs-sur-Tarentaine-Marchal) với độ cao trung bình 573 m.

## Hành chính
| Giai đoạn | Ủy viên           | Đảng | Tư cách                                  |
| --------- | ----------------- | ---- | ---------------------------------------- |
| 28        | Daniel Chevaleyre | DVG  | Thị trưởng Champs-sur-Tarentaine-Marchal |

## Các đơn vị trực thuộc
Tổng Champs-sur-Tarentaine-Marchal gồm 4 xã với dân số 2 800 người (điều tra dân số năm 1999, dân số không tính trùng)
| Xã                            | Dân số | Mã bưu chính | Mã insee |
| ----------------------------- | ------ | ------------ | -------- |
| Beaulieu                      | 137    | 15270        | 15020    |
| Champs-sur-Tarentaine-Marchal | 1 044  | 15270        | 15038    |
| Lanobre                       | 1 416  | 15270        | 15092    |
| Trémouille                    | 203    | 15270        | 15240    |

## Biến động dân số
| 1962                                                     | 1968  | 1975  | 1982  | 1990  | 1999  |
| -------------------------------------------------------- | ----- | ----- | ----- | ----- | ----- |
| 3 296                                                    | 3 485 | 3 257 | 3 017 | 2 930 | 2 800 |
| Nombre retenu à partir de 1962 : dân số không tính trùng |       |       |       |       |       |